# Acid gras trans

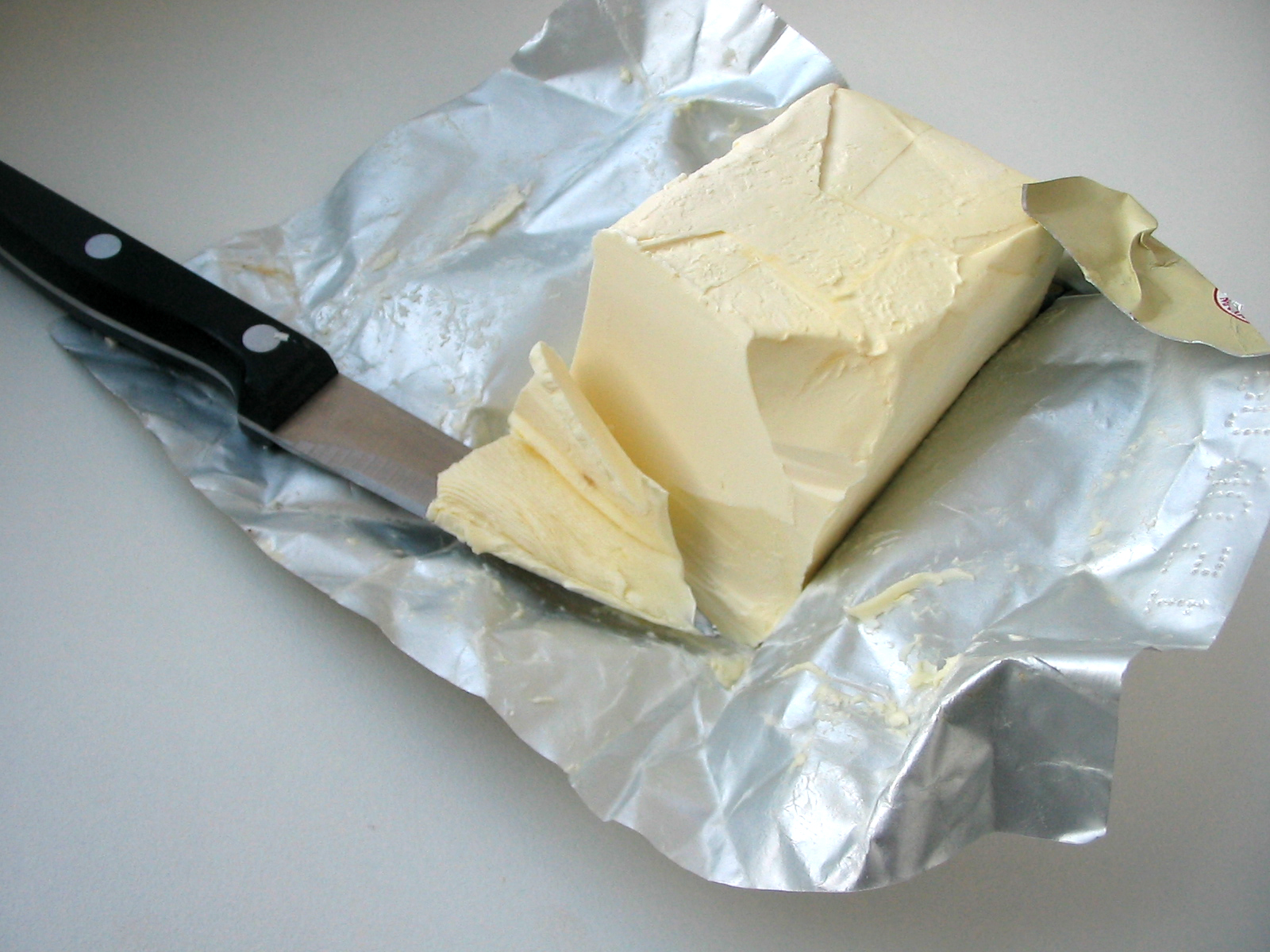
Margarina conține acizi grași trans

Acizii grași trans sunt o categorie de acizi grași nesaturați regăsiți în natură în cantități mici în carne și în grăsimea din lapte. Aceștia au început să fie și produși, neintenționat, la începutul secolului al XX-lea, ca parte a industriei de procesare a uleiurilor vegetale și a celor de pește pentru utilizarea acestora în obținerea margarinei. Ulterior, acizii grași trans au fost adăugați și în snack-uri, alimente procesate și în fast food.
Acizii grași nesaturați conțin legături duble, iar în natură majoritatea acestora este reprezentată majoritar de izomerii de tip cis în comparație cu cei trans. În industria alimentară, acizii grași nesaturați cis din uleiurile vegetale sunt hidrogenate pentru a obține acizi grași saturați, cu proprietăți superioare. Procesul de hidrogenare parțială duce la transformarea unor legături duble cis la legături trans, prin izomerizare, ceea ce duce la formarea de acizi grași trans.